# Phanoderma cocksi
Phanoderma cocksi är en rundmaskart som beskrevs av Bastian 1865. Enligt Catalogue of Life ingår Phanoderma cocksi i släktet Phanoderma och familjen Phanodermatidae, men enligt Dyntaxa är tillhörigheten istället släktet Phanoderma och familjen Phanerodermatidae. Arten är reproducerande i Sverige. Inga underarter finns listade i Catalogue of Life.